# Anthicus politus
Anthicus politus là một loài bọ cánh cứng trong họ Anthicidae. Loài này được Say miêu tả khoa học năm 1826.